# Phyllodromica merrakescha
Phyllodromica merrakescha — вид тарганів родини Blattellidae. Поширений у гірських рідколіссях Марокко.